# Sadat Ouro-Akoriko
Sadat Ouro-Akoriko (1 de fevereiro de 1988) é um futebolista profissional togolês que atua como defensor.

## Carreira
Sadat Ouro-Akoriko representou o elenco da Seleção Togolesa de Futebol no Campeonato Africano das Nações de 2017.